# The John Lennon Collection
The John Lennon Collection är ett album från John Lennon's solokarriär, utgiven 1982 av Parlophone, genom EMI och av Geffen Records i USA. Det var det första John Lennon album som släpptes efter hans död. Albumet innehåller hitsinglar och vissa låtar från hans album. Bilderna på fram- och baksidan på The John Lennon Collection togs av  fotografen Annie Leibovitz den 8 december 1980, samma dag som Lennon blev mördad.

## Spellista
Alla sånger av John Lennon, om inget annat anges.
Sida A
1. "Give Peace a Chance" Lennon/McCartney – 4:52
2. "Instant Karma!" – 3:20
3. "Power to the People" – 3:16
4. "Whatever Gets You Thru the Night" – 3:17
5. "#9 Dream" – 2:46 (4:46 på 1989 års CD-skiva)
6. "Mind Games" – 4:12
7. "Love" – 3:22
8. "Happy Xmas (War Is Over)" (John Lennon/Yoko Ono) – 3:33

Sida B
1. "Imagine" – 3:02
2. "Jealous Guy" – 4:14
3. "Stand by Me" (Jerry Leiber/Mike Stoller/Ben E. King) – 3:25
4. "(Just Like) Starting Over" – 3:55
5. "Woman" – 3:25
6. "I'm Losing You" – 3:57
7. "Beautiful Boy (Darling Boy)" – 4:01
8. "Watching the Wheels" – 3:31
9. "Dear Yoko" – 2:33

Bonuslåtar på 1989 års CD-skiva
1. "Move Over Ms. L" – 2:56
2. "Cold Turkey" – 5:01